# Gipsy Daniels
William „Gipsy“ Daniels (* 9. Februar 1903 in Llanelli, Wales; † Juni 1967 in Plymouth, England) war ein walisischer Halbschwergewichtsboxer. 

## Karriere
Daniels gab im Jahre 1919 sein Debüt als Profiboxer. Seine Karriere verlief wechselhaft – mal gewann er, mal verlor er, mal boxte er unentschieden. 1927 errang er sowohl gegen Frank Moody den BBBofC Welsh Area Light Heavyweight Title als auch gegen Tom Berry den englischen Meistertitel (BBBofC) sowie den British Empire Title, der 1954 in Commonwealth Boxing Council umbenannt wurde, und verlor im Schwergewicht gegen Max Schmeling im Berliner Sportpalast nach Punkten. Im darauffolgenden Jahr schlug er Max Schmeling im Rückkampf in der Frankfurter Festhalle in der ersten Runde schwer k.o.  Am 12. Mai 1938 absolvierte er gegen Alf Robinson erfolgreich seinen letzten Kampf.